# Chaetopelma olivaceum
Chaetopelma olivaceum là một loài nhện trong họ Theraphosidae.
Loài này thuộc chi Chaetopelma. Chaetopelma olivaceum được Carl Ludwig Koch miêu tả năm 1841.

## Hình ảnh

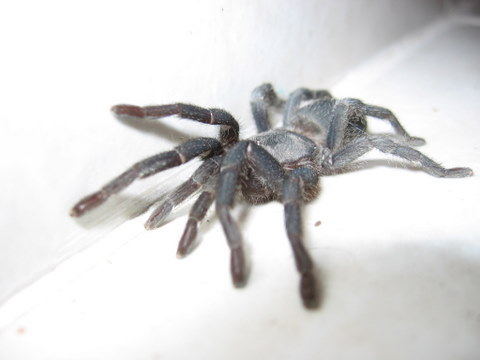
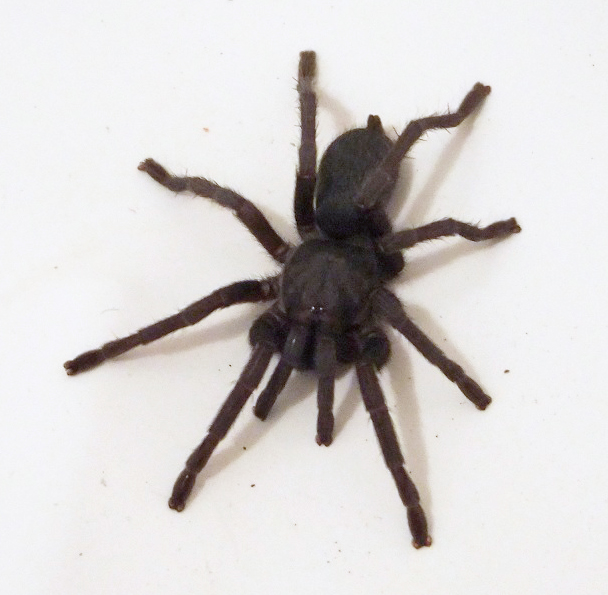
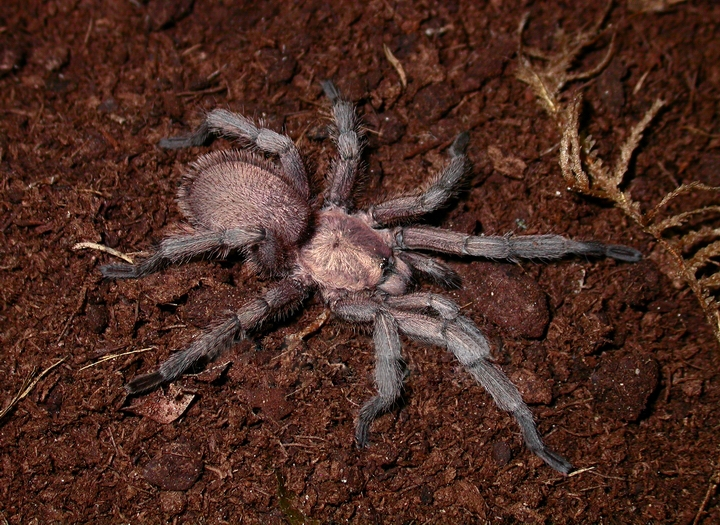
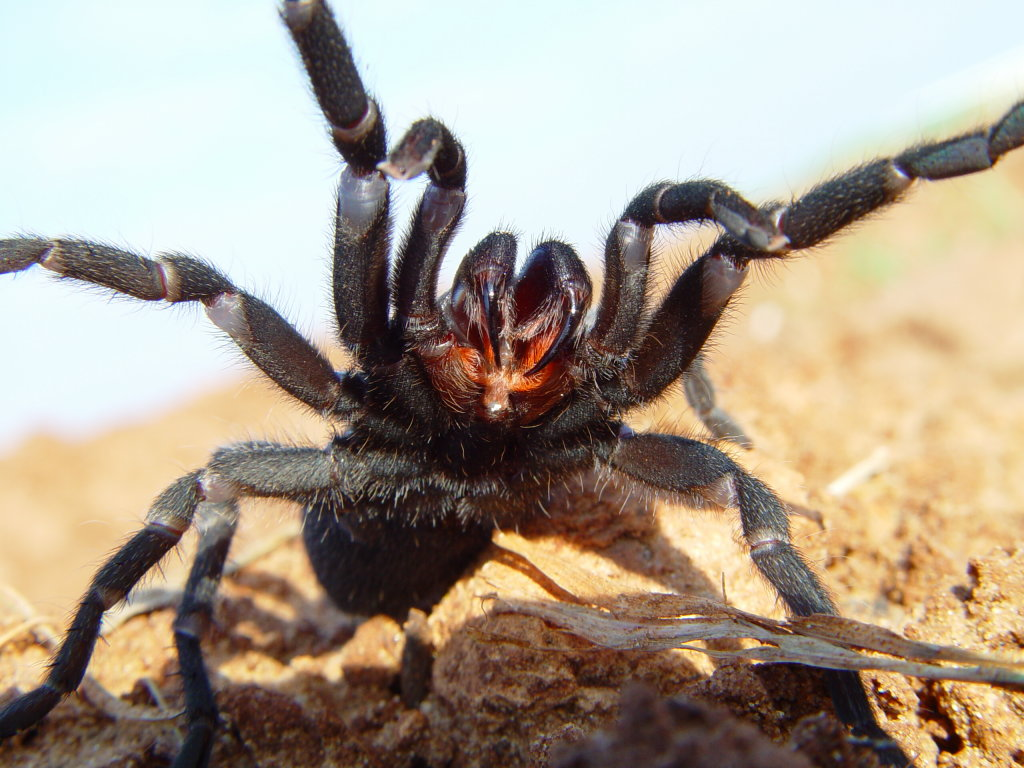